# Probiviri
I probiviri (o probi viri, latino, termine plurale) sono i cosiddetti "uomini onesti", persone che, per particolare autorità morale, sono investite di poteri giudicanti e arbitrali sull'andamento di un'istituzione o associazione, sugli eventuali contrasti interni, sui rapporti con altri enti e simili.

## Descrizione
Gli statuti delle società cooperative prevedono sovente un collegio dei probiviri, organo che assume il compito di risolvere eventuali controversie tra i soci o fra soci e società, riguardanti il rapporto sociale (ammissione di nuovi soci, esclusione, recesso) o la gestione mutualistica. L'attuale disciplina vieta comunque agli amministratori di una società cooperativa di delegare i propri poteri in materia di ammissione, recesso o esclusione dei soci e le decisioni che incidono sui rapporti mutualistici con i soci (codice civile, art. 2544, 1° comma).
La figura fu istituzionalizzata in Italia con la legge n. 295 del 15 giugno 1893, la quale sancì la possibilità per le imprese di istituire dei collegi probivirali per dirimere le controversie interne, soprattutto tra dipendenti e datori di lavoro. 
Il Collegio dei Probiviri trova una sua conferma esplicita nel diritto vigente con la previsione dell'articolo 30 comma 5 del D.Lgs. 1º settembre 1993 n. 385 - Testo Unico Bancario - ove la sua funzione viene precisata quale organo di impulso al Consiglio di Amministrazione per il riesame del diniego di ammissione a socio nelle banche popolari.
Quando lo Stato pontificio fu diviso in venti province (1816) una era Bologna; i membri del Consiglio comunale di Bologna, in numero di quarantotto, erano chiamati "probiviri" e in mezzo ad essi era scelta la magistratura, composta di un senatore e sei conservatori.